# Twisted Mind
Twisted Mind è un singolo del DJ tedesco Purple Disco Machine e della cantante svedese Agnes, pubblicato il 4 marzo 2022 come terzo estratto dalla riedizione del secondo album in studio di Purple Disco Machine Exotica.

## Video musicale
Il video è stato reso disponibile il 9 marzo 2022 attraverso il canale YouTube del DJ.

## Tracce
1. Twisted Mind (Edit) – 3:39